# Drève du Prieuré
 (août 2025).
Motif : Rue sans notoriété évidente. Sources secondaires semblent absentes.
- Archive Wikiwix
- Bing
- Cairn
- DuckDuckGo
- E. Universalis
- Gallica
- Google
- G. Books
- G. News
- G. Scholar
- Persée
- Qwant
- (zh) Baidu
- (ru) Yandex
- (wd) trouver des œuvres sur Wikidata

| 1. | Préciser le motif de la pose du bandeau. | Précisez le motif de la pose du bandeau en utilisant la syntaxe suivante : {{admissibilité à vérifier\|date=août 2025\|motif=remplacez ce texte par le motif}}                        |
| 2. | Informer les utilisateurs concernés.     | Pensez à avertir le créateur de l'article, par exemple, en insérant le code ci-dessous sur sa page de discussion : {{subst:avertissement admissibilité à vérifier\|Drève du Prieuré}} |

 (août 2025).
Si vous disposez d'ouvrages ou d'articles de référence ou si vous connaissez des sites web de qualité traitant du thème abordé ici, merci de compléter l'article en donnant les références utiles à sa vérifiabilité et en les liant à la section « Notes et références ».
La drève du Prieuré est une rue bruxelloise de la commune d'Auderghem qui relie le carrefour Sainte-Anne à la drève Aleyde de Brabant (Woluwe-Saint-Pierre) sur une longueur de 430 mètres.

## Historique et description
En 1915, la commune traça de nouvelles rues et restaura les anciennes autour de Valduchesse, afin de mettre au travail des chômeurs pendant la Première Guerre mondiale et ainsi leur éviter d'être déportés comme main d'œuvre. Le baron Charles Dietrich, propriétaire du domaine de Valduchesse, aurait financé partiellement l'opération.
Le 5 novembre 1915, on acheva la drève des Dames Blanches, la drève des Deux Moutiers, le carrefour Sainte-Anne, le chemin de Putdael, l'avenue Valduchesse et la drève du Prieuré, qui reçut ce nom pour conserver le souvenir du couvent qui avait existé ici pendant des siècles.
La drève du Prieuré mène du carrefour Sainte-Anne vers les étangs Mellaerts, à Woluwe-Saint-Pierre, où la voie s'appelle désormais avenue Marquis de Villalobar.

### Abords
Côté ouest de la drève on trouve le domaine de Valduchesse, tandis qu'à l'est on trouve de belles villas, comme la villa Schoutenhof (ex-résidence du bourgmestre Carl Herrmann-Debroux), villa Les Semailles ou encore villa Gheude.